# Szawary
Szawary (ukr. Шаварі) – wieś na Ukrainie, w rejonie jaworowskim obwodu lwowskiego.

## Historia
Dawniej część wsi Wróblaczyn w powiecie rawskim.